# Маляр Олександр Сергійович
Олександр Сергійович Маляр (нар. 28 квітня 1955, с. Підгайчики, Україна) — український скульптор. Член Національної спілки художників України (2003).

## Життєпис
Олександр Сергійович Маляр народився 28 квітня 1955 року в селі Підгайчиках Золочівського району Львівської області, нині Україна.
Закінчив Львівське училище прикладного мистецтва (відділ скульптури; 1978, нині коледж декоративного та ужиткового мистецтва), інститут прикладного і декоративного мистецтва (1985, нині національна академія мистецтв).
Від 1986 — у м. Тернополі. Працює в галузі станкової і монументальної скульптури.

## Доробок
- меморіальні знаки
  - Володимирові Гнатюку (1988, Тернопіль),
- Юліанові Опільському (1989, Тернопіль),
- Діонізію Шолдрі (1998, Тернопіль),
- Вячеславу Чорноволу (1999, Тернопіль);
- пам'ятники
  - Богданові Лепкому (1991, с. Жуків Бережанського району),
  - Ярославові Стецьку (2002, с. Кам'янки Підволочиського району),
  - Іванові Горбачевському (2004, Тернопіль);
- погруддя
  - Богдана Лепкого (1998, м. Копичинці Гусятинський району)
  - Володимира Гнатюка (1998, Тернопіль);
- пам'ятні медалі
  - Лесю Курбасу, Богданові Лепкому, Маркіянові Шашкевичу (1985—1997).

## Нагороди
- Обласна мистецька премія імені М. Бойчука (Тернопіль, 2000).